# Municipio Comitán de Domínguez
Koordinaten: 16° 15′ N, 92° 7′ W
Comitán de Domínguez ist ein Municipio im Zentrum des mexikanischen Bundesstaats Chiapas. Das Municipio liegt in der Sierra Madre de Chiapas. Das 1915 gegründete Municipio hat heute etwa 141.000 Einwohner und bedeckt 981,2 km². Verwaltungssitz und größte Stadt im Municipio ist das gleichnamige Pueblo Mágico Comitán de Domínguez.
Der Name Comitán kommt aus dem Nahuatl und bedeutet „Platz der Keramiker“, der Namensbestandteil Domínguez ehrt Belisario Domínguez Palencia, einen mexikanischen liberalen Politiker.
Im Municipio liegt die Maya-Stätte von Tenam Puente.

## Geographie
Das Municipio Comitán de Domínguez liegt zentral im mexikanischen Bundesstaat Chiapas auf Höhen zwischen 600 m und 2700 m. Es zählt zur Gänze zur physiographischen Provinz der Sierra Madre de Chiapas und liegt gänzlich in der hydrologischen Region Grijalva-Usumacinta. Die Geologie des Municipios wird zu 84 % von Kalkstein bestimmt bei 9 % schluffigem Sandstein; vorherrschende Bodentypen sind der Leptosol (62 %), Luvisol und Vertisol (je ca. 12 %). Etwa 51 % der Gemeindefläche sind bewaldet, 40 % dienen dem Ackerbau.
Das Municipio Comitán de Domínguez grenzt an die Municipios Amatenango del Valle, Chanal, Las Margaritas, La Independencia, La Trinitaria, Tzimol, Socoltenango und Las Rosas.

## Bevölkerung
Beim Zensus 2010 wurden im Municipio 141.013 Menschen in 34.139 Wohneinheiten gezählt. Davon wurden 5.569 Personen als Sprecher einer indigenen Sprache registriert, darunter 2.545 Sprecher des Tojolabal und 1.872 Sprecher des Tzeltal. Gut 13 Prozent der Bevölkerung waren Analphabeten. 5.161 Einwohner wurden als Erwerbspersonen registriert, wovon ca. 86 % Männer bzw. 2,3 % arbeitslos waren. Über 16 % der Bevölkerung lebten in extremer Armut.

## Orte
Das Municipio Comitán de Domínguez umfasst 268 bewohnte localidades, von denen nur der Hauptort vom INEGI als urban klassifiziert ist. Elf Orte wiesen beim Zensus 2010 eine Einwohnerzahl von über 1000 auf, 188 Orte hatten weniger als 100 Einwohner. Die größten Orte sind:
| Ort                  | Einwohner |
| Comitán de Domínguez | 97.537    |
| Villahermosa Yalumá  | 02.368    |
| San José Yocnajab    | 01.809    |
| La Floresta          | 01.743    |
| Los Riegos           | 01.740    |
| Francisco Sarabia    | 01.673    |
| Cash                 | 01.429    |
| Señor del Pozo       | 01.353    |
| Zaragoza la Montaña  | 01.263    |
| Efraín A. Gutiérrez  | 01.153    |
| Chacaljocom          | 01.056    |